# Sesia ignicollis
Sesia ignicollis is een vlinder uit de familie wespvlinders (Sesiidae), onderfamilie Sesiinae.
Sesia ignicollis is voor het eerst wetenschappelijk beschreven door Hampson in 1893. De soort komt voor in het Palearctisch gebied.